# スブリガークルム

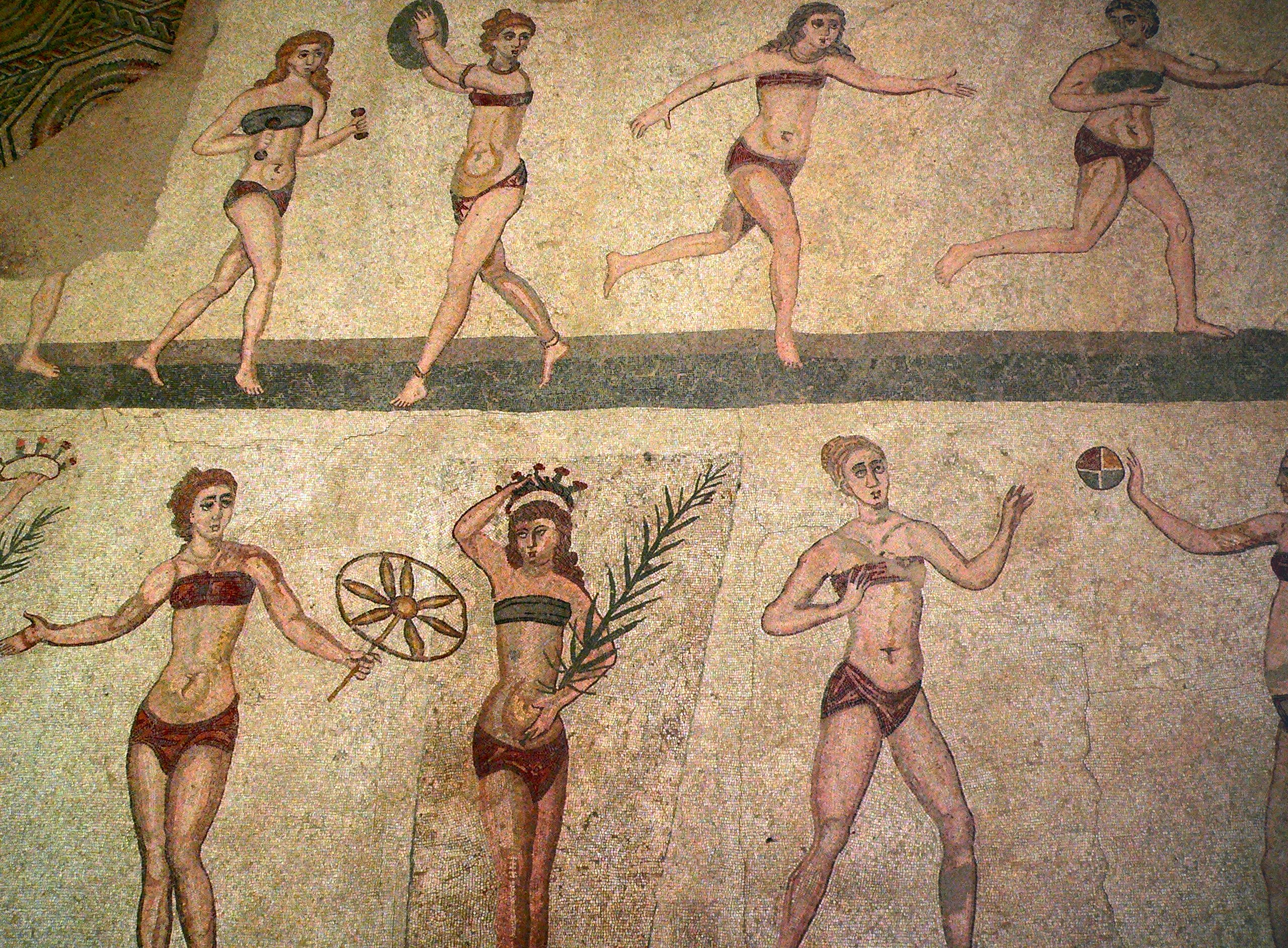
ビキニ風にスブリガークルムとストローピウム（胸当て）を着た女性の競技者。

スブリガークルム (Subligaculum) とは古代ローマで穿かれていた下着の種類である。これは形態としてはショーツとも下半身を覆う簡単なロインクロスともなる。股を覆い、腰で結ぶものでおもに麻でできていた。
男女両方に穿かれることがあった。特に剣闘士、競技者、舞台俳優の衣装の一部でもあった。革製のスブリガークルムがロンドンにあるローマ遺跡で発掘されたことがある。
ロインクロス状の長いスブリガークルムは以下のように締める:　まず、長い部分を下に垂らしながら腰の周りで紐を締めて臀部を覆う。次に、下に垂らした長い部分を股間から通して前の結び目の後ろ側から持ち上げる。そして、結び目にかかるように垂らしロインクロス状にする。

## 関連記事

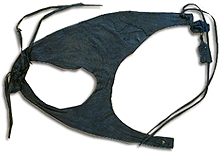
ロンドンのローマ遺跡で発掘されたビキニ風のスブリガークルム（ロンドン博物館）。

- ローマ帝国時代の服飾